# Мінералізація води
Мінералізація води загальна (англ. total dissolved solids) — загальний вміст у воді мінеральних речовин (розчинених іонів, солей і колоїдів), який виражається звичайно у вигляді однієї із таких величин: експериментально визначений сухий залишок; сума йонів; сума мінеральних речовин; розрахований сухий залишок. Розрізняють природну та штучну мінералізацію води.

## Одиниці вимірювання
Мінералізацію води вимірюють у міліграмах на літр (мг/л), але, враховуючи, що одиниця вимірювання «літр» не є системною, правильніше мінералізацію виражати у мг/дм³, а при великих концентраціях — в г/дм³ (г/л).
В океанологічній практиці замість терміна «мінералізація води» вживається термін «солоність морської води», яка вимірюється в проміле — ‰ (тисячна частка), 1‰ = {\displaystyle 10^{-3}=0{,}001=0{,}1\%}.
Також рівень мінералізації може виражатися в частинках на мільйон частинок води — parts per million (ppm). Співвідношення між одиницями вимірювання в мг/л та ppm майже рівне і для простоти можна прийняти, що 1 мг/дм³ = 1 ppm.

## Природна мінералізація води
Мінералізація води — один з найважливіших показників хімічного складу природних вод.
За ступенем мінералізації усі природні води в загальних рисах поділяються на чотири групи:
- прісні, з загальною мінералізацією — до 1 г/дм³;
- солонуваті — 1-10 г/дм³;
- солоні — 10-50 г/дм³;
- ропа — понад 50 г/дм³.

## Штучна мінералізація
Штучна мінералізація може мати місце у хімічних процесах, при видобуванні і збагаченні корисних копалин, гідравлічному транспортуванні мінеральної сировини, в інших технологічних процесах.